# APT (album)
APT este al cincilea album de studio al Nicolei, lansat pe 19 iulie 2006 pe Chika Entertainment Inc., fiind re-lansat pe 23 noiembrie 2007, de distribuție sub eticheta La Oveja Negra.

## Lista pieselor
| #  | Titlu                           | Autor(i)                                                     | Durată |
| -- | ------------------------------- | ------------------------------------------------------------ | ------ |
| 1  | "Si vienes por mí"              | Nicole, James Frazier, Julio Osses                           | 3:17   |
| 2  | "Culpables"                     | Nicole, Martin Chan                                          | 4:17   |
| 3  | "Bipolar"                       | Nicole, James Frazier                                        | 2:40   |
| 4  | "La última vez"                 | Nicole, James Frazier                                        | 3:21   |
| 5  | "No me confundas"               | Nicole, James Frazier                                        | 3:31   |
| 6  | "1-800-NASTY-SHOW"              | Nicole, James Frazier                                        | 3:18   |
| 7  | "Veneno"                        | Nicole, James Frazier                                        | 2:55   |
| 8  | "Trapped in time"               | Nicole, Martin Chan                                          | 3:40   |
| 9  | "El camino"                     | Leonardo García                                              | 3:23   |
| 10 | "Rapture"                       | Deborah Harry, Chris Stein                                   | 4:22   |
| 11 | "Veneno" (Versiunea portugheză) | Nicole, James Frazier, Cesar Teixeira (Versiunea portugheză) | 2:57   |
| 12 | "Lágrimas de sal"               | ?                                                            | 4:13   |